# Jack Dylan Grazer

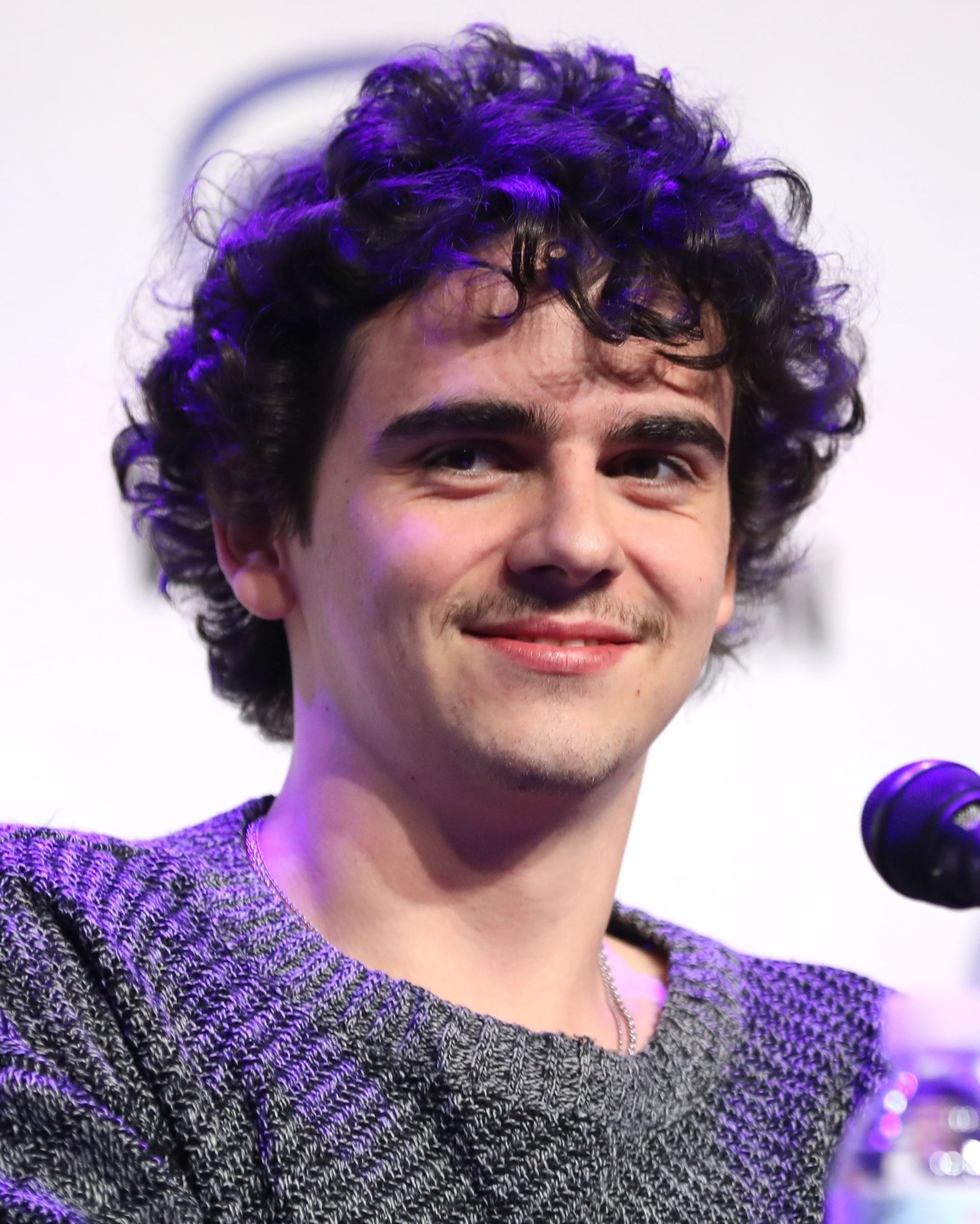
Jack Dylan Grazer (2024)

Jack Dylan Grazer (* 3. September 2003 in Los Angeles, Kalifornien) ist ein US-amerikanischer Schauspieler.

## Werdegang
Jack Dylan Grazer stammt aus Los Angeles. Im Alter von sechs Jahren stand er zum ersten Mal auf einer Theaterbühne und fasste bereits frühzeitig dem Entschluss, Schauspieler zu werden. 2014 übernahm er in einer Episode der Fernsehserie The Greatest Event in Television History seine erste Schauspielrolle vor der Kamera. Es folgten Auftritte in Comedy Bang! Bang! oder im Film Tales of Halloween.
Seinen Durchbruch hatte er 2017 als Eddie Kaspbrak in Es, einer Verfilmung von Stephen Kings gleichnamigen Roman. Im selben Jahr übernahm er auch eine Nebenrolle als Alex Riley in der Serie Me, Myself and I. In Bill Pohlads Filmdrama Dreamin’ Wild – Ein Leben für die Musik, das im September 2022 bei den Internationalen Filmfestspielen von Venedig seine Premiere feiern soll, verkörpert er den Musiker Joe Emerson.

## Persönliches
2021 machte Grazer bei einem Q&A auf seinen sozialen Netzwerken seine Bisexualität öffentlich, nachdem er zuvor bereits erklärte, ein Teil der LGBT-Community zu sein.

## Filmografie (Auswahl)
- 2014: The Greatest Event in Television History (Fernsehserie, Episode 1x04)
- 2015: Comedy Bang! Bang! (Fernsehserie, Episode 4x08)
- 2015: Tales of Halloween
- 2017: Die kleine Meerjungfrau – Freunde fürs Leben (Scales: Mermaids Are Real)
- 2017: Movie Trivia Schmoedown (Fernsehserie, 2 Episoden)
- 2017: Es (It)
- 2017: Me, Myself and I (Fernsehserie, 6 Episoden)
- 2018: Beautiful Boy
- 2018: Speechless (Fernsehserie, 1 Episode)
- 2019: Shazam!
- 2019: Es Kapitel 2 (It Chapter Two)
- 2020: Don’t Tell a Soul
- 2020: We Are Who We Are (Fernsehserie, 8 Episoden)
- 2021: Luca (Stimme von Alberto)
- 2021: Ron läuft schief (Ron’s Gone Wrong, Stimme von Barney Pudowski)
- 2022: Dreamin’ Wild – Ein Leben für die Musik (Dreamin’ Wild)
- 2023: Shazam! Fury of the Gods
- 2023: Downtown Owl
- 2024: Die Geheimnisse der Spiderwicks (The Spiderwick Chronicles, Fernsehserie, 8 Episoden, Stimme)
- 2024: Friendship

## Auszeichnungen
Hollywood Critics Association Award
- 2020: Aufnahme in die Next Generation of Hollywood